# 152-мм корабельна гармата BL 6 inch Mk XII
BL 6 inch Mk XII — британська морська гармата 45 калібру, яку встановлювали як основне озброєння на легких крейсерах і середнє озброєння на дредноутах, що перебували в експлуатації у період 1914—1926 та перебували на службі у багатьох бойових кораблів до кінця другої світової війни.

## Дизайн
Морська гармата, що складається з внутрішньої «А» трубки. Трубка «А» послідовно обмотана шарами сталі, з кожухом над ними.

## Використання гармати

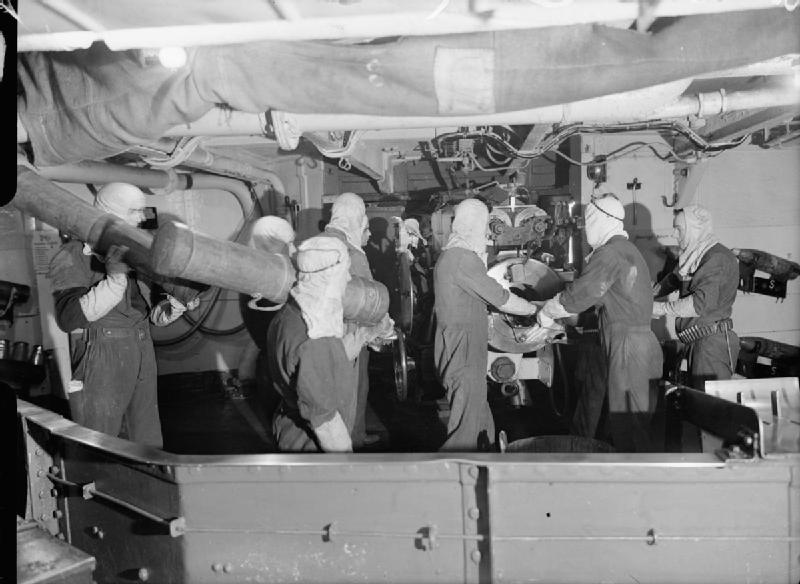
Каноніри заряджають гармату. Корабель «HMS Malaya»

Гармата BL 6 inch Mk XII замінили гармату 45 калібру BL 6-inch Mk VII та гармату 50 калібру BL 6 inch Mk X (була надто громіздкою для використання на легких крейсерах) і була найсучаснішою 6-дюймовою гарматою Великої Британії на початок Першої світової війни.
Гармата встановлювалась на наступних суднах: Клас «Бірмінгем» — легкі крейсери закладені 1912 року, введені в експлуатацію — 1914 р.
Клас «Аретуса» — легкі крейсери закладені 1912 року, введені в експлуатацію — 1914 р.
Клас «С» — легкі крейсери 1914 р.
Клас «М29» — монітори 1915 р.
Клас «Королева Єлизавета» — лінкори закладені 1912 р. , введені в експлуатацію — 1915
Клас «Рівендж» — лінійні кораблі закладені 1913 р., введені в експлуатацію — 1916

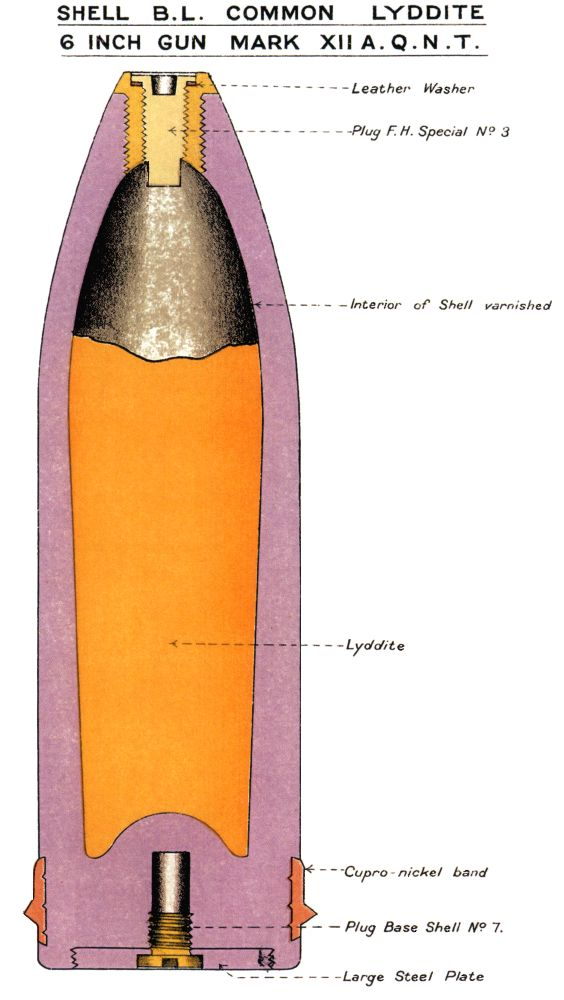
Артилерійський снаряд до гармати BL 6 inch Mk XII

Корабель Його Величності «Свіфт» («HMS Swift»)
Клас «Даная» — легкі крейсери, завершені 1918—1919
Монітори HMS Raglan та HMS Abercrombie з 1918 р.
Клас «Емеральд» — легкі крейсери, закладені 1918, введені в експлуатацію — 1926
Під час Другої світової війни гармата використовувалась як гармата берегової охорони.

## Події пов'язані з гарматою
Моряк Джон Генрі Карлс, який використовував дану гармату на кораблі HMS Caledon (D53), посмертно нагороджений Хрестом Вікторії за героїзм виявлений у другому бою при Гельголанді 17 листопада 1917 р.

## Боєприпаси
Гармата створює більший тиск у стволі під час стрільби у порівнянні з попередніми 6-дюймовими гарматами, як Mk VII і Mk XI. Тому застосовувались спеціальні снаряди здатні витримувати тиск 20 тонн на квадратний дюйм під час ведення стрільби. Позначались такі снаряди буквою «Q». Снаряди Першої світової війни були позначені літерами «A.Q.» позначаючи особливу оболонку для цієї гармати.